# Chaetopteroplia obenbergeri
Chaetopteroplia obenbergeri är en skalbaggsart som beskrevs av Vsetecka 1941. Chaetopteroplia obenbergeri ingår i släktet Chaetopteroplia och familjen Rutelidae. Inga underarter finns listade i Catalogue of Life.